# 克爾門德

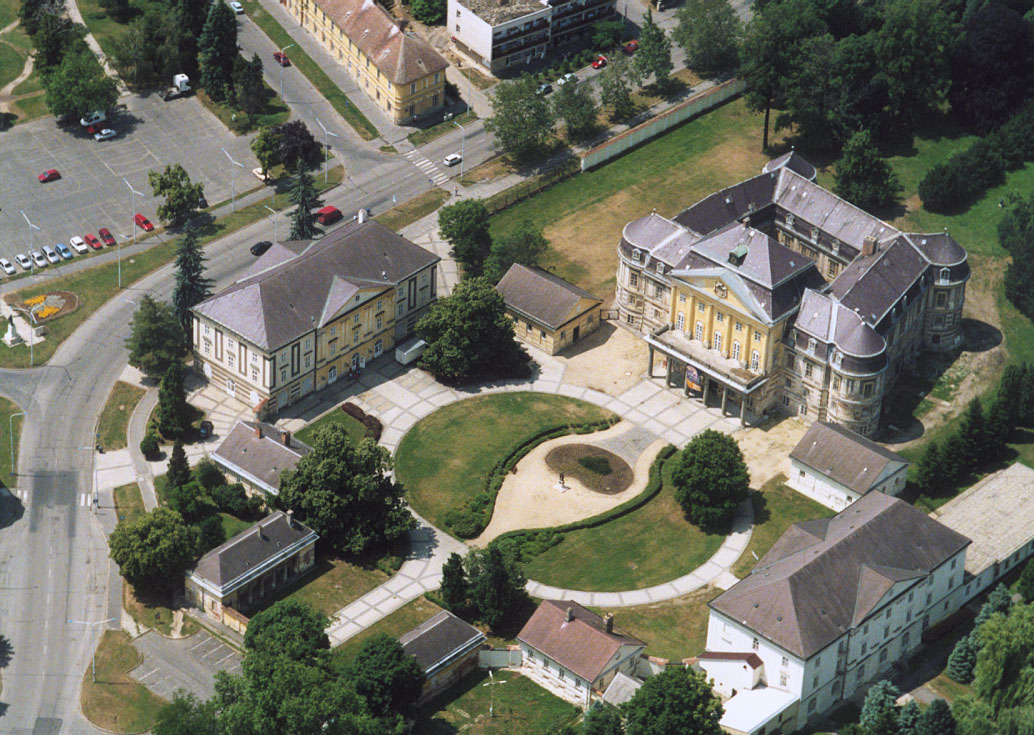

克爾門德（匈牙利語：Körmend）是匈牙利的城鎮，位於該國西部，由沃什州負責管轄，面積52.79平方公里，鎮上的城堡和信義宗教堂分別建於1730年和1888年，2010年人口為11,924。這個小鎮以城堡聞名，而這些城堡屬於匈牙利的國有財產。